# 拉腊竞技俱乐部
拉腊竞技俱乐部，是委内瑞拉拉腊州首府巴基西梅托的一个足球俱乐部。2012年首次夺得甲级联赛冠军。